# Pollo e champagne/Concertino
Pollo e champagne/Concertino è il primo 45 giri delle Gemelle Kessler, pubblicato nel 1961 dalla Polydor.

## Il disco
Le Kessler vengono lanciate in Italia da Giardino d'inverno, programma televisivo di grande successo iniziato il 21 gennaio 1961, con la regia di Antonello Falqui, l'orchestra diretta dal maestro Bruno Canfora, le coreografie di Don Lurio e la partecipazione di Henry Salvador e del Quartetto Cetra: in questo programma le gemelle lanciarono i brani Pollo e champagne e Concertino, contenuti nel loro 45 giri di debutto.
La copertina raffigura le gemelle in costume in un paesaggio montano, appoggiate ad un albero su una gamba sola; la stessa foto verrà utilizzata nel 45 giri successivo, Da-da-un-pa/Monoton Blues.

### Pollo e champagne
Pollo e champagne, scritta da Dino Verde e Bruno Canfora, è il primo successo italiano delle gemelle: una canzone spensierata ed orecchiabile, ma con un arrangiamento musicale curato dallo stesso Canfora che riecheggia lo swing ed il jazz delle grandi orchestre (che del resto avevano formato musicalmente il maestro).
Nel testo di Verde le gemelle rimpiangono la città di Parigi, descrivendola (celebre l'incipit del brano, <<Oh mon cheri, / non vedo l'ora di tornare a Paris, / e camminare sotto braccio con te....>>) e si augurano di poterci tornare per pranzare, come recita il titolo, con pollo e champagne.

### Concertino
Il lato B del primo 45 giri delle Kessler contiene la cover di Concertino, che era stato un successo del 1959 del Quartetto Cetra: scritta da Garinei e Giovannini su musica del maestro Gorni Kramer, era stata la sigla dello spettacolo televisivo musicale Buone vacanze, ed era già stato reinterpretato da altri artisti, come Flo Sandon's nel 1960.
L'arrangiamento della versione delle Kessler non si discosta molto da quello dell'originale: ne rallenta leggermente il tempo ed accentua le atmosfere jazzate.

## Tracce
- Pollo e champagne (testo di Dino Verde; musica di Bruno Canfora)
- Concertino (testo di Pietro Garinei e Sandro Giovannini; musica di Gorni Kramer)